# Trasposizione letteraria
Una trasposizione letteraria o adattamento letterario è un'opera narrativa scritta basandosi sulla trama di un'opera originariamente nata per un diverso medium; può trattarsi di un romanzo basato sulla sceneggiatura di un film o di un telefilm, o ancora di un fumetto o videogioco. Quando l'opera ricavata prende forma di romanzo, si parla di romanzamento.
Dal punto di vista della legislazione relativa al diritto d'autore, una trasposizione letteraria costituisce un'opera derivata e in generale necessita dell'autorizzazione dell'autore dell'opera originale per poter essere pubblicata.
Questo genere letterario è poco sviluppato in lingua italiana, se confrontato con la grande produzione dei paesi anglosassoni e in particolare degli Stati Uniti. In ogni caso sono stati pubblicati, anche in italiano, numerosi adattamenti romanzati, che in molti casi hanno preceduto l'uscita del film su cui si basavano (tra gli esempi più noti vi è probabilmente Viaggio allucinante di Isaac Asimov); in alcuni casi addirittura sono apparsi in italiano solo i romanzamenti e non il film (per esempio La miniera di Hatcher e L'attacco delle tarantole, entrambi editi nella collana Urania).
Vi sono infine rari casi di opere concepite in parallelo: un esempio celebre è la sceneggiatura per il film 2001: Odissea nello spazio del regista Stanley Kubrick scritta in collaborazione con l'autore di fantascienza Arthur C. Clarke, il quale pubblicò il romanzo omonimo in contemporanea all'uscita della pellicola. In questi casi è arduo se non impossibile definire quale sia l'opera derivata.
Il mercato dei romanzamenti è fiorente soprattutto in relazione al fandom venutosi a creare in seguito ad una serie cinematografica o televisiva di particolare successo. Nei casi di Star Trek o di Guerre stellari, ad esempio, una parte dei romanzi pubblicati ispirandosi a queste saghe costituiscono un adattamento letterario delle sceneggiature, mentre altre sono trame originali in cui sono utilizzati gli stessi personaggi.